# 松野井雅
松野井 雅（まつのい みやび、1988年〈昭和63年〉1月1日 - ）は、日本のタレント、俳優。以前は七海 まい（ななみ まい）名義でアイドルとして活動。その後、原 紗央莉（はら さおり）に改名、グラビアアイドルとして継続、さらにAV女優としても活動していた。2014年以降、現在の芸名で活動している。
フィンランド政府観光局公認フィンランドサウナアンバサダー。2022年10月よりSpotify独占配信ラジオ番組「サウナラジオ 松野井雅のSNACK37」でパーソナリティーを務める。

## 来歴
父方の祖父がドイツ人。
1988年1月1日生まれ。母親が『NHK紅白歌合戦』を見ている時に陣痛が来て生まれた。プロフィールは全て事実だという。弟が二人いる。

### アイドル時代
中学2年の時に、広島から上京。2004年4月より七海まいの芸名で活動。当時の所属事務所はあむ・はうす。TVアニメ『マシュマロ通信』のオープニングテーマや、グラビアアイドルとして主に活動をした。映画出演では『ハルウララ』にてヒロインである宗石美佳役としてデビュー。また、同映画の完成記念に高知競馬場内に常設されたギャラリー「ハルウララ・インザムービーギャラリー」のプレオープン、グランドオープンの両イベントに参加した。その後も散発的な活動はあったものの堀越高校卒業を機に一度は引退。その後、2年ほどのブランクを経て、原紗央莉に改名後も活動を継続していたが、2008年にAVへ進出。

### AVデビュー
2008年11月25日、この日発売の雑誌『sabra』内で当時自身が連載していたコラム「SAORIチューBE」、及び同日付の自身の公式ブログにて、2009年1月22日にソフト・オン・デマンドからAVデビューすることを公表した。このAVデビュー表明により、それまで1日200件程度しかなかった公式ブログのアクセス数が、1日1万件と爆発的に増加したという。
また『sabra』では、前述の「SAORIチューBE」での告白に加え、初のヌードグラビアを掲載。ただ、バストトップとピュービックヘアは星のマークで隠されていた。その後、同年12月4日発売の初ヌード写真集「サブラDVDムック THE NUDE!! 原紗央莉写真集」ではバストトップとピュービックヘアも披露された。同日、ソフト・オン・デマンドのサイト内に、原紗央莉特設サイトが開設。原自身がキャスターとしてニュースを伝えるという設定で、不定期にイベントの告知やイメージ映像などが更新されてきたが、2009年1月8日以降更新がなされていない。
2008年11月29日、ソフト・オン・デマンドが推進している「STOP STD」キャンペーンの啓蒙広告のモデルとして、東京・渋谷の109近くに巨大広告が掲示された。
2008年12月7日、同月4日に初ヌード写真集「サブラDVDムック THE NUDE!! 原紗央莉写真集」が発売されたのを記念して、東京・秋葉原の書泉ブックタワーにて握手会を開催した。その際、「最初は抵抗感と罪悪感があったが、やっているうちに楽しくなった」や、「西麻布の交差点で、コートの下は全裸という状態で、ゲリラ的に撮影を決行した」など、撮影に臨む心境の変化や撮影時のエピソードを披露した。また、最も気に入っている写真は「テープで口をふさがれているカット」とのこと。これら一連の発言からMの気があることがうかがえるが、本人も前述のお気に入りの写真についての話の中で、「私はMなので、この写真が気に入っている」と、自らMであることを認めている。
AVデビューを公表して以来、AV出演に関しての質問が多数寄せられているとのことだが、これらに対して原は2008年12月2日付の自身の公式ブログの中で、「2009年1月22日のデビューに向け、そしてデビュー以降も、さまざまな雑誌・メディアで話すつもりなので、ブログでのコメントは差し控える」旨のスタンスをとっている。また、「雑誌の発売日などについてはこまめに告知する」ともしている。その一方で、「（ブログを）チェックしていただけたら、今後ちゃんとお話できると思う」といった含みのある発言もしている。にも関わらず、AV出演に関しての質問は引き続き多数寄せられているようで、2008年12月15日付の自身の公式ブログの中で、再び前述のコメントを繰り返している。
AVデビュー作は2008年11月25日以前に収録・撮影を済ませているが、『sabra』での告白の中で、AV撮影時のエピソードがわずかながら紹介されており、それによると男性経験が少ないこともあって、あらゆることが初めて尽くしで、特に初めて潮吹きを経験するに至っては驚きのあまり号泣したという。
前述の男性経験については、「THE NUDE!! 原紗央莉写真集」内にて本人が2人の男性との経験談を綴っている。初体験は高校3年の夏。相手は同級生で、場所はその同級生の家。その同級生とは程なくして別れた。もう1人は、フリーター時代にバイト先のバーに客として訪れた10歳年上の男性だった。交際は順調で相手から求婚されるまでに発展したが、19歳の冬に芸能界への再デビューを目前に控えていたことを理由に交際を解消。
芸能界再デビューからAV出演への決意に至る経過について、『sabra』および公式ブログの記述を総合すると、2年にもおよぶフリーター生活に訣別しようと決意したのは2008年1月の自身の成人式であった。大学や専門学校で勉強していたり、社会人として定職に就いていたり、家庭を持っていたりする周りの同級生に刺激を受けて、再デビューを決意。一方、同時期にAV事務所から、AV出演を前提に声をかけられ、大いに悩んだものの、熟慮に熟慮を重ねて納得の上でその事務所に所属することを決断したという。それは2008年春頃のことであった。
AVデビュー前では異例の『特命係長 只野仁』に出演した。
2009年1月22日、『芸能人 原紗央莉 奇跡のAVデビュー』でAVデビュー。同作は各AVランキングサイトで連続1位を記録、1万本売ればヒットといわれるAV業界で10万本を売り上げる大ヒットとなった。同作を堀江貴文が自身のブログで、絶賛し話題になった。
2009年、出演映画『細菌列島』の主題歌「私のお口が世界を救う」でCDデビュー。同年12月11日、告白本『本名、加藤まい 私がAV女優になった理由』（集英社）を発表。同じ12月11日に、ケータイ写真集「ネコ科 セクシー系 原 紗央莉」（ソニーデジタル）もリリース。
2009年10月、自身のブログ及び『週刊プレイボーイ 48号』（集英社 2009年11月16日）で「美人時計」（写真撮影は堀江貴文）への出演が報じられたが、実現はしていない。後日、『週刊プレイボーイ』は、美人時計側の判断で写真の配信を見合わせている旨と記事内容とは異なる可能性があることをお詫びと訂正記事として伝えている。
2010年1月25日、屋外で全裸の写真集の撮影をしたなどとして公然わいせつ罪で警視庁保安課に写真を撮影した篠山紀信と共に書類送検された。
2010年、『ユリ子のアロマ』公開初日の舞台挨拶に登場し「主人公に恋い焦がれるアヤメ役を演じたのですが、体も密着させちゃったりと、結構、激しい女の子役。でも、一途なところや猪突猛進なところは私に通じるものがあった」と役柄と自身との共通点について語った。更に、映画同様、匂いフェチであることも明かすと「枕の匂い、加齢臭が好きなので、ちょっとユリ子さんの気持ちがわかった」と述べた。
2010年3月24日、スカイパーフェクTV!の「スカパー!アダルト放送大賞」の女優賞を受賞。
2011年3月10日、体調不良で倒れ、同月11日に発生した東北地方太平洋沖地震（東日本大震災）により精神的ダメージを受け、弁護士を介して契約解除を申し入れている。

### 2014年、再出発
2014年4月、芸映に所属し松野井雅の芸名で再出発。名付け親はリリー・フランキー。活動空白中の2012年10月に50歳の男性と結婚したこと、以前の芸名は使わない約束になっていることを明かしている。
2023年2月11日、インスタグラムを更新し、8日に双子の女児を出産したことを報告。

## 人物
趣味はホットヨガ、ゴルフ、ゲームで、特技はバリ舞踊とダンス。
小学三年生の頃好きで見ていた特撮作品は『ビーファイターカブト』。
大の猫好きであり、後述の出演映画である『細菌列島』の舞台挨拶で猫を2匹飼っている事を公言している。又、「SAORIチューBE」に原が飼っている猫が登場。白猫が「ミロ」、黒猫が「クロノ」で共に雑種。
最初のAVに出演した際は、過度の緊張のために急性胃腸炎で入院したとコメントしている。

## 出演
※太字は主演・メインキャスト、名義は2008年7月までが「七海まい」、2008年8月から2012年までが「原紗央莉」、2014年以降が「松野井雅」である。

### テレビドラマ
2000年代
- ヤンキー母校に帰る〜旅立ちの時 不良少年の夢（2005年）
- 特命係長 只野仁 シーズン4 突入スペシャル（2009年） - 立花美沙 役
- 怨み屋本舗 スペシャル2〜マインドコントロールの罠〜（2009年）
- 嬢王 Virgin（2009） - 泉優衣華 役

2010年代
- 嬢王3 〜Special Edition〜（2010年） - 神代まりあ 役
- 匿名探偵 第2期第1話（2014年）
- 保育探偵25時〜花咲慎一郎は眠れない!!〜（2015年） - 畠山ひとみ 役
- びったれ!!!（2015年） - 山野辺はる子 役
- 牙狼〈GARO〉-GOLD STORM- 翔（2015年） - アミリ 役
- バブリシャスロード アニキと俺物語（2015年）
- 世にも奇妙な物語 25周年記念!秋の2週連続SP 映画監督編（2015年） - 翔子 役
- 牙狼〈GARO〉-魔戒烈伝-（2016年） - ※第2話ゲスト主演 アミリ 役
- 脚本家と女刑事（2016年） - 明石まどか 役
- オー・マイ・ジャンプ! 〜少年ジャンプが地球を救う〜 第5話（2018年） - 柏原涼子 役
- 神ノ牙-JINGA-（2018年） - アルヴァの声 / アミリ 役
- さすらい温泉♨遠藤憲一（2019年） - 美貴[39] 役
- 〜元気の出るごはん〜タチ喰い!（2019年） - ハジメの上司[40] 役
- 恋とか愛とか（仮）舞台直前SP「依存する女」（2020年1月23日・30日、広島ホームテレビ） - エリカ（シェアハウスの住人） 役

### 映画
2000年代
- ハルウララ（2005年） - 宗石美佳 役
- 不良少年（ヤンキー）の夢（2005年）
- 深海獣レイゴー（2005年） - 小島千恵 役
- ララピポ（2009年） - クミ 役
- 細菌列島（2009年） - イヴ 役

2010年代
- 18倫 アイドルを探せ!（2010年）[注 2] - 原紗央莉 役
- ユリ子のアロマ（2010年） - アヤメ 役
- 懺悔〜松岡真知子の秘密〜（2010年） - 松岡景子 役
- 牙狼〈GARO〉〜RED REQUIEM〜（2010年、魔鏡ホラー・カルマ）
- 市民ポリス69（2011年） - 冴子 役
- 3D肉蒲団之極楽宝鑑（2011年） - 瑞珠 役 ※香港映画
- ヴィーナス・イン・エロス 天使たちの詩歌（2012年） - ヴィーナス 役
- スキマスキ（2015年、女教師）
- 牙狼〈GARO〉 神ノ牙-KAMINOKIBA-（2018年） - アミリ 役

### Vシネマ
2000年代
- ヴァージンな関係（2009年） - 赤石佳那 役
- ヴァージンな関係2（2009年） - 赤石佳那 役
- 隠密くノ一列伝 秘められた女忍び（2009年） - 聖 役

2010年代
- デコトラ★ギャル瀬菜（2010年） - 瀬菜 役
- パチスロバカップル（2010年） - 小坂美鶴 役
- ファッション・ヘル（2011年） - ナギサ 役

### Webドラマ
- Scene〜絶対女優宣言 原 紗央莉〜（2008年10月、あっ!とおどろく放送局） - 主演

### テレビ番組
2000年代
- ランク王国（2009年1月17日） - 「人気入浴剤TOP10」のモデルとして
- 今夜もハッスル（2009年2月7日 - 28日、サンテレビほか）-「ザ・淫タビュー」2月分
- ゴッドタン〜The God Tongue 神の舌〜「芸能界ストイック暗記王」（2009年2月11日〔第90回〕、9月2日〔第117回〕、9月9日〔第118回〕、テレビ東京）
- おとなのびっくりクリニック（2009年7月、日本海テレビ） - マンスリーゲスト出演
- 桃のふくらみ（2009年、MONDO TV）
- 今夜もドル箱（2009年10月6日、テレビ東京）
- ビートたけしのもう1回だけ見ちゃいけないTV（2009年12月28日、TBS）

2010年代
- A×A ダブルエー（2010年2月16日 - 19日）
- 新・最強メダル伝説（2010年4月 - ？、サンテレビ） - バトルハニーとして出演
- スピンオフ!! 「チンさむロードスピンオフ企画 おはよう!チンさむロード」（2010年11月19日）
- neo sports（2010年12月24日）
- A×A ダブルエー（2011年2月17日、18日）
- 今夜もドル箱V（2015年5月27日）
- 牙狼〈GARO〉金狼感謝祭2017生放送（2017年11月23日、ファミリー劇場HD）

### Web番組
- 平成ノブシコブシの破天荒ダメだし!（2009年2月9日、GyaOジョッキー） - ゲスト出演
- 美人時計（2009年11月1日 - 30日、12:00 - 12:07、23:00 - 23:07、合計14分間）

### ラジオ
- 紗央莉と未来の乙女チックナイト!!（2008年7月 - 9月、ラジオ関西「アニたまどっとコム」内）
- がちっ娘〜GACHIKKO（2009年4月8日 - ？、文化放送）

### 舞台
2010年代上半
- 松野井雅、吉川未来によるユニット「乙女肴。」第1回公演『女女〜メメ〜』（2014年5月）
- 「日本劇作家大会2014豊岡大会」出展作品『松野井雅ひとり芝居〜万華鏡三景〜』（2014年6月）
- 劇団めばち娘 旗揚げ公演『ツチノコの嫁入り』（2015年9月）
- ジアース アート ネオライン 神聖創造物〜その老人は 誰よりも 若かった〜（2015年12月30日・31日、2016年1月1日 - 3日）

2010年代下半
- エンターテインメント風集団秘密兵器第44回公演with大人の麦茶「MISSION IN POSITIVE 44th Final Attack『最後の醜態〜大人には秘密がある〜』」（2016年8月）
- 逆鱗ディストラクション（2017年8月2日 - 6日）
- エンターテインメント風集団秘密兵器 mission in positive special attack 復活コントライブ『サマーアクション・シリーズ 第1弾』（2017年9月9・10日）
- 牙狼〈GARO〉-神ノ牙 覚醒-（2017年11月29日 - 12月3日） - アミリ 役
- 神ノ牙-JINGA- 転生（2019年1月5日 - 14日） - アミリ 役
- 舞台 恋とか愛とか(仮) 4（2020年2月6日 - 9日、広島YMCA国際文化ホール）

### PV
- TSUYOSHI「For Real」（2008年10月1日発売）
- 平井堅「CANDY」（2009年9月23日発売）
- DJ PMX「Tha Rootz feat.Kayzabro, Mr.OZ, TWO-J, KOZ, U-PAC」（2012年9月5日発売）
- The Super Ball「Second」（2018年5月16日発売）

### CM
- 紅葉書店「原紗央莉ver. コスプレ編」（2009年）
- 紅葉書店「原紗央莉ver. 水着編」（2009年）

### 映像商品
- 舞台DVD「ツチノコの嫁入り」
- 牙狼10周年記念 魔界ノ宴 -GARO FES.-（2016年10月19日）
- 舞台「牙狼〈GARO〉-神ノ牙 覚醒-」Blu-ray/DVD（2018年6月） - アミリ 役

### パチンコ
- CRドキドキガールズスポット（2012年5月導入、豊丸産業）

### モバイルコンテンツ
- アイドルがイッパイ（アイパイ）
- 妄撮for iPhone（2009年12月21日）

## 作品

### シングル
| 枚  | 発売日       | タイトル             | 規格品番  | 備考         |
| --- | ------------ | -------------------- | --------- | ------------ |
| 1st | 2009年4月1日 | 私のお口が世界を救う | XQFM-1012 | 原紗央莉名義 |

### 歌唱楽曲
| 発売日        | 商品名                          | 歌                               | 楽曲                                                  | 備考                                             |
| ------------- | ------------------------------- | -------------------------------- | ----------------------------------------------------- | ------------------------------------------------ |
| 2004年7月21日 | マシュマロ通信 サウンドトラック | 七海まい                         | 「Spicy Days -スパイシーデイズ-」                     | テレビアニメ『マシュマロ通信』オープニングテーマ |
| 2012年6月6日  | DOKIDOKI GIRLS SPOT             | 希志あいの、範田紗々、原紗央莉   | 「Sin」                                               | パチンコ『CRドキドキガールズスポット』関連曲     |
| 2012年9月5日  | THE ORIGINAL II                 | DJ PMX、原紗央莉（コーラス参加） | 「Tha Rootz feat.Kayzabro, Mr.OZ, TWO-J, KOZ, U-PAC」 |                                                  |

### CD未収録
| 楽曲          | 備考                                                       |
| ------------- | ---------------------------------------------------------- |
| Endless Dream | 時期不明                                                   |
| 茜空          | 2008年、Webドラマ『Scene〜絶対女優宣言 原 紗央莉〜』主題歌 |
| 熱い女        | 2011年、映画『市民ポリス69』主題歌                         |

### イメージビデオ
| 発売日                                 | タイトル                                     | 規格品番   | メーカー                     |
| 一般向作品                             | 一般向作品                                   | 一般向作品 | 一般向作品                   |
| -------------------------------------- | -------------------------------------------- | ---------- | ---------------------------- |
| 2005年3月25日                          | うみより深い愛 空よりたかい夢                | BEV60-78   | 英知出版                     |
| 2005年8月24日                          | SHIN YAMAGISHI DIGITAL MOVIE MUSEUM 七海まい | GNBW-7192  | ジェネオンエンタテインメント |
| 2008年8月22日                          | Clear water                                  | FORM-009   | イーネット・フロンティア     |
| アダルトイメージビデオ（原紗央莉名義） |                                              |            |                              |
| 2009年6月1日                           | 裸体                                         | SFLB-090   | Shuffle                      |
| 2009年9月29日                          | EROCUTE 原紗央莉                             | ECR-0011   | オルスタックソフト販売       |
| 2010年4月28日                          | EROCUTE 原紗央莉II                           | ECR-0018   | オルスタックソフト販売       |

### アダルトビデオ
※すべてSODクリエイトより発売。撮りおろし作品のみ。
| 発売日   | タイトル                                                                                    | 規格品番 | 備考 |        |
| 2009年   | 2009年                                                                                      | 2009年   | 2009年 | 2009年 |
| -------- | ------------------------------------------------------------------------------------------- | -------- | --- | ------ |
| 1月22日  | 芸能人 原紗央莉 奇跡のAVデビュー                                                            | STAR-141 | |        |
| 2月19日  | 芸能人 原紗央莉 南の島×超ギリ2デジタルモザイクで、恥ずかしいトコまで全部見えてしまいました♥ | STAR-147 | |        |
| 3月19日  | 芸能人 原紗央莉「ねえ、どんな服着てる女の人が好き？」                                       | STAR-152 | |        |
| 4月4日   | ギャルメン♂♀スクールパラダイス                                                              |          | 共演：鮎川なお、村上里沙、鈴木杏里、真田春香、赤西涼、南まりん、MOKA、葉月紗絢、原田実紗、愛梨沙、風谷音緒、雪平あい、白浜ユリ、冬野みずき、水無月レイラ |        |
| 4月18日  | 芸能人 原紗央莉 パーフェクト女優誕生                                                        | STAR-158 | 共演：天海ゆり、はるか悠、赤西涼 |        |
| 5月21日  | 芸能人 原紗央莉 brown eyes                                                                  | STAR-164 | |        |
| 6月18日  | 芸能人 原紗央莉 超高級ソープ嬢Special inspire WATER POLE                                    | STAR-170 | 共演：楓乃々花 |        |
| 7月23日  | 芸能人 原紗央莉 顔面射精クリニック                                                          | STAR-176 | |        |
| 8月20日  | 芸能人 原紗央莉 アクメで殺して                                                              | STAR-181 | |        |
| 9月19日  | 芸能人 原紗央莉 超ミニスカでノーパンで街中デート                                            | STAR-185 | |        |
| 10月22日 | 芸能人 原紗央莉 手コキ・淫語・痴漢女〜願わくば、こんな女に犯（ヤ）られたい〜                | STAR-189 | |        |
| 11月19日 | 芸能人 原紗央莉 女子高生のやわらかい手でオナニーを優しくお手伝いしてあげる。                | STAR-193 | |        |
| 12月5日  | 芸能人ファン感謝祭特大号!! 混浴大乱交4時間Special                                           | STAR-195 | 共演：範田紗々、板垣あずさ、あいださくら |        |
| 12月19日 | 芸能人 原紗央莉 8人の原紗央莉と甘く濃厚なセックスを                                         | STAR-197 | |        |
| 2010年   |                                                                                             |          | |        |
| 1月21日  | 芸能人 原紗央莉 22歳、性欲、覚醒                                                            | STAR-201 | |        |
| 2月18日  | 芸能人 原紗央莉 号泣 激痴漢地獄〜外道〜                                                     | STAR-205 | |        |
| 3月18日  | 芸能人 原紗央莉 愛されキャバ嬢が、ドレスを脱ぐ時。シタくなる時。                            | STAR-209 | |        |
| 4月22日  | 芸能人 原紗央莉 欲求不満女はムラムラくる尻で誘う                                            | STAR-214 | |        |
| 5月27日  | 芸能人 原紗央莉 僕だけの超高級ソープ嬢〜1泊2日の恋人温泉旅行〜                              | STAR-218 | |        |
| 6月24日  | 芸能人 原紗央莉 性欲、進化と深化                                                            | STAR-222 | |        |
| 7月22日  | 芸能人 原紗央莉 時には狂ったメスのように・・・                                              | STAR-227 | |        |
| 8月24日  | 芸能人 原紗央莉×溜池ゴロー ネットリぬちょぬちょ、オヤジのねちっこい愛撫に悶える小娘。       | STAR-231 | |        |
| 8月24日  | SODstar×SODCinderella 濃厚なる大乱交                                                        | STAR-233 | 共演：あいださくら、羽田あい、相内しおり、椎名みくる |        |
| 9月23日  | 芸能人 原紗央莉 汗まみれ、愛液とSEX                                                         | STAR-235 | |        |
| 10月21日 | 芸能人 原紗央莉 タオル一枚男湯入ってみませんか？ スペシャルVer.                             | STAR-239 | |        |
| 11月19日 | 芸能人 原紗央莉 狂おしいほどリアルなSEX                                                     | STAR-242 | |        |
| 12月7日  | 陵辱病棟 白衣の性奴隷                                                                       | STAR-245 | 共演：羽田あい、早乙女ルイ、Nina、海老原ひとみ、堀口奈津美、橘ひなた、乃亜                                                                               |        |
| 12月23日 | 芸能人 原紗央莉 初中出し天国                                                                | STAR-248 | |        |
| 2011年   |                                                                                             |          | |        |
| 1月8日   | 濡れてはいけない!?SOFT ON DEMAND的人生は波乱万丈だ!ゲームin SOD本社ビル                     |          | 共演：羽田あい、栗林里莉、Nina、水城奈緒、澄川ロア |        |
| 1月20日  | 芸能人 原紗央莉とイクッ! 1泊2日ヤリまくり温泉バスツアー!                                    | STAR-254 | |        |
| 2月19日  | 芸能人 原紗央莉 PRIVATE                                                                     | STAR-260 | |        |
| 3月19日  | 芸能人 原紗央莉を24時間AV男優にお貸しします。                                               | STAR-267 | |        |
| 4月21日  | 芸能人 原紗央莉 中出し超高級ソープ嬢                                                        | STAR-274 | |        |
| 5月19日  | 芸能人 原紗央莉×完全ガチンコ素人 リアル童貞初挿入                                           | STAR-280 | |        |
| 9月8日   | 芸能人 原紗央莉 SOD卒業                                                                     | SDDS-020 | |        |

### その他DVD
| 発売日        | 内容                                 | メーカー  | 共演者 |
| ------------- | ------------------------------------ | --------- | ------ |
| 2009年7月29日 | an・an特別付録DVD「Girl's pleasure」 | SILK LABO | 一徹   |

## 出版

### グラビア雑誌
- Beppin School2005年3月号（No.164）、2005年4月号（No.165）
- sabra2008年9月号（付きDVDも出演）、2008年11月号（付きDVD出演のみ）、2008年12月号（付きDVDも出演）、2009年1月号（付きDVDも出演）、2009年2月号（付きDVD出演のみ）、2010年3月号（最終号）
- 週刊プレイボーイ2009年6月8日特大号（NO.23）、2014年4月
- Bejean2009年12月号
- 月刊ヤングチャンピオン烈2011年No.2付録DVD出演（2011年1月18日）

### 写真集
| 発売日        | タイトル                                   | 撮影者       | 出版元         | ISBN                   |
| 七海まい名義  | 七海まい名義                               | 七海まい名義 | 七海まい名義   | 七海まい名義           |
| ------------- | ------------------------------------------ | ------------ | -------------- | ---------------------- |
| 2005年4月25日 | うみより深い愛 空よりたかい夢              | 松田忠雄     | 英知出版       | ISBN 4-7542-1595-8     |
| 原紗央莉名義  |                                            |              |                |                        |
| 2008年12月4日 | THE NUDE!! 原紗央莉写真集(サブラDVDムック) | 楽滿直城     | 小学館         | ISBN 978-4-09-103066-5 |
| 2009年1月28日 | NO NUDE by KISHIN 1 20XX TOKYO             | 篠山紀信     | 朝日出版社     | ISBN 978-4255004563    |
| 2009年6月25日 | H-アッシュ-                                | 上野勇       | 彩文館出版     |                        |
| 2010年5月27日 | 原紗央莉 SPECIAL BOX                       | ？           | ベストセラーズ | ISBN 458-420-3776      |
| 2011年1月6日  | 原紗央莉プレミアム写真集vol.1〜ハラハラ〜  |              | 株式会社AEG    |                        |

### デジタル写真集
| 発売日         | タイトル                                      | 撮影者 | 出版           | 形式 |
| -------------- | --------------------------------------------- | ------ | -------------- | ---- |
| 200？年        | 七海まいデジタル写真集「七海まい 17歳 Mai」   |        |                |      |
| 2009年12月11日 | ケータイ写真集「ネコ科 セクシー系 原 紗央莉」 |        | ソニーデジタル |      |
| 2010年6月11日  | 僕の「原紗央莉」                              |        | 僕のAV女優     |      |
| 2009年10月9日  | Vol.113 原紗央莉                              |        | 扶桑社         |      |

### カレンダー
- 原紗央莉 2010年カレンダー
- 原紗央莉 2011年カレンダー

### グラビア
- 原紗央莉撮り下ろしWEB写真集「Silky〜シルキー〜」（2009年7月17日、撮影：堂野一圭）[41]
- KISHIN:BIJIN BIJIN of The Year 2009（2009年8月28日）
- 妄撮シールブック（2009年12月、講談社）
- CHINGCAME GOLDEN BEST!（2011年8月22日）

### トレーディングカード
- AVC ジューシーハニー ルーキーエディション（2009年5月23日、ミント、撮影：岡克己、矢口美里、桜ここみとセット）
- 原紗央莉 オフィシャルカードコレクション Collection（2009年10月17日）
- AVC ジューシーハニー プレミアムエディション2009（2009年12月23日、ミント、撮影：岡克己、明日花キララ、藤浦めぐとセット）
- AVC ジューシーハニー スペシャルエディション 原紗央莉（2010年3月20日）
- 原紗央莉 オフィシャルカードコレクション Honey trap（2010年7月17日）

### 著書
- 本名、加藤まい 私がAV女優になった理由（2009年12月11日、集英社）ISBN 978-4087805406[26]

### コラム
- sabra「SAORIチューBE」（2008年9月号 - 2009年2月号）
- 週刊実話「リレーコラム 姫ゴコロ」